# American Association 1883
American Association 1883 var den anden sæson i baseballligaen American Association. Ligaen havde deltagelse af otte hold, som hver skulle spille 98 kampe i perioden 1. maj – 30. september 1883. I forhold til den første sæson var ligaen blevet udvidet med to hold: Columbus Buckeyes og Metropolitans.
Mesterskabet blev vundet af Athletics fra Philadelphia som vandt 66 og tabte 32 kampe.

## Resultater
| Plac. | Hold                     | Kampe | Vundne | Uafgj. | Tabte | Proc.  |
| ----- | ------------------------ | ----- | ------ | ------ | ----- | ------ |
| 1.    | Athletics                | 98    | 66     | 0      | 32    | 67,3 % |
| 2.    | St. Louis Browns         | 98    | 65     | 0      | 33    | 66,3 % |
| 3.    | Cincinnati Red Stockings | 98    | 61     | 0      | 37    | 62,2 % |
| 4.    | Metropolitans            | 97    | 54     | 1      | 42    | 56,3 % |
| 5.    | Eclipse                  | 98    | 52     | 1      | 45    | 53,6 % |
| 6.    | Columbus Buckeyes        | 97    | 32     | 0      | 65    | 33,0 % |
| 7.    | Alleghenys               | 98    | 31     | 0      | 67    | 31,6 % |
| 8.    | Baltimore Orioles        | 96    | 28     | 0      | 68    | 29,2 % |